# 북인천 나들목
북인천 나들목(N.Incheon IC)은 인천광역시 서구 청라동에 설치된 인천국제공항고속도로의 4번 교차로이다. 인근에 인천국제공항철도 청라국제도시역과 영종대교휴게소가 있으며, 인천방향 진입 시 영종대교휴게소로 바로 진입할 수 있다.

## 연혁
- 2000년 11월 21일 : 인천국제공항고속도로 개통과 함께 영업 개시[1]

## 구조물 정보
- 위치: 인천광역시 서구 청라동
- 영업소: 인천광역시 서구 경명대로 82 (청라동)

## 통행료
2015년 9월 1일부터 적용되는 요금이다.
| 구분 | 북인천영업소 |
| ---- | ------------ |
| 경차 | 1,600        |
| 소형 | 3,200        |
| 중형 | 5,500        |
| 대형 | 7,100        |

## 특이점
- 고양방향 진출과 인천방향 진입만 가능하며 인천방향 진출과 고양방향 진입은 청라 나들목을 이용하여야 한다.
- 인천방향으로는 이 나들목과 연결된 영종대교 하부도로를 통하여 영종대교휴게소(구.영종대교기념관)로 진입할 수 있으나, 고속도로에서 나갈 수 없다.
- 이 나들목에서 인천방향으로 진입하는 차량은 영종대교 하부도로로 진입하게 되며, 고양방향에서 진출하는 차량도 역시 영종대교 하부도로를 이용하여야 한다.
- 인천공항 요금소와는 별도의 요금소를 통해 통행료를 징수한다.

## 접속하는 도로
- 경명대로
- 간접 연결 : 400호선 수도권제2순환고속도로 (북청라 나들목 이용)

## 인근 정보
- 인천국제공항철도 청라국제도시역
- 영종대교휴게소
- 수도권제2순환고속도로 북청라 나들목